# Відеоетнографія
Відеоетнографія – це відеозапис потоку діяльності суб’єктів у їхньому природному середовищі з метою переживання, інтерпретації та представлення культури та суспільства. Етнографічне відео, на відміну від етнографічного фільму, не може використовуватися незалежно від інших етнографічних методів а радше як частина процесу створення та представлення суспільних, культурних та індивідуальних знань. Він широко використовується в галузях візуальної антропології, візуальної соціології, візуальної етнографії та культурології. Використання відео в етнографії включає фіксацію певних процесів і дій, візуальне конспектування та ведення етнографічного щоденника.
Відеоетнографія передбачає:• Спостереження, включаючи широку відеозйомку практикуючих • Дозволити практикуючим переглядати відеозаписи та рефлексивно обговорювати свою практику,• Трансформація практики шляхом змін під керівництвом практиків, а також• Розбудова спроможності до постійної та критичної оцінки практики.
Відеоетнографічні методи прагнуть вивести на перший план знання практиків, досвід і розуміння динаміки їхніх власних робочих процесів. Цей підхід передбачає спочатку обговорення з фахівцями їхньої роботи та організаційних процесів, зосереджуючись на виявленні соціальних, професійних, екологічних та організаційних факторів, що як допомагають, так і обмежують їхню діяльність. Практикуючі спеціалісти, обговорюючи свою роботу у відповідь на відеозаписи, надають клініцистам і дослідникам можливість ідентифікувати аспекти практики, що можуть бути покращені або перероблені. Відеоетнографія залежить від того, наскільки дослідник здатен завоювати довіру практиків, добре ознайомитися з місцем роботи та отримати дозвіл бути присутнім там, де відбуваються ключові дії.

## Історія
Фотографії та рухомі зображення почали використовуватися етнографами відразу після того, як вони були винайдені. Перший етнографічний фільм був знятий у 1895 році Феліксом-Луї Реньо, який зняв сенегальську жінку, яка виготовляла горщики. Кіно використовували багато дослідників, однак саме Маргарет Мід і Грегорі Бейтсон першими використали методи візуальної етнографії, такі як фотографії та кіно як наукові інструменти. Вони розкрили потенціал фотографії та кіно як аналітичних інструментів і сховищ даних. Візуальні антропологи дуже зацікавилися використанням відео у 1980-х роках через його зручність, довговічність, економічність і корисність. З 1990-х років дослідники з різних дисциплін почали займатися відео на відміну від етнографічних фільмів. Це передбачало рефлексивне використання відео як засобу для створення знань, а не лише для зберігання даних. Технологічний розвиток, наприклад використання цифрового відео, продовжує відкривати нові можливості для використання відео в етнографії.

## Переваги відеоетнографії
Згідно з Уейном Файфом, мета етнографічного дослідження полягає в тому, щоб сформулювати схему аналізу, яка має розумний сенс із людських дій у контексті конкретного місця та часу. У досягненні цієї мети етнографам може допомогти використання відео.Джозеф Шеффер називає чотири основні способи, якими використання відео може бути корисним для етнографічних досліджень:
1. Відео дозволяє висвітлювати діяльність у великій частині її складності в природних умовах протягом тривалого періоду часу. Це покриття можна використовувати для доповнення письмових звітів і забезпечує контекст для обмеженого покриття іншими методами. Етнограф знімає святкування Успіння Пресвятої Богородиці, Бескиди, Польща

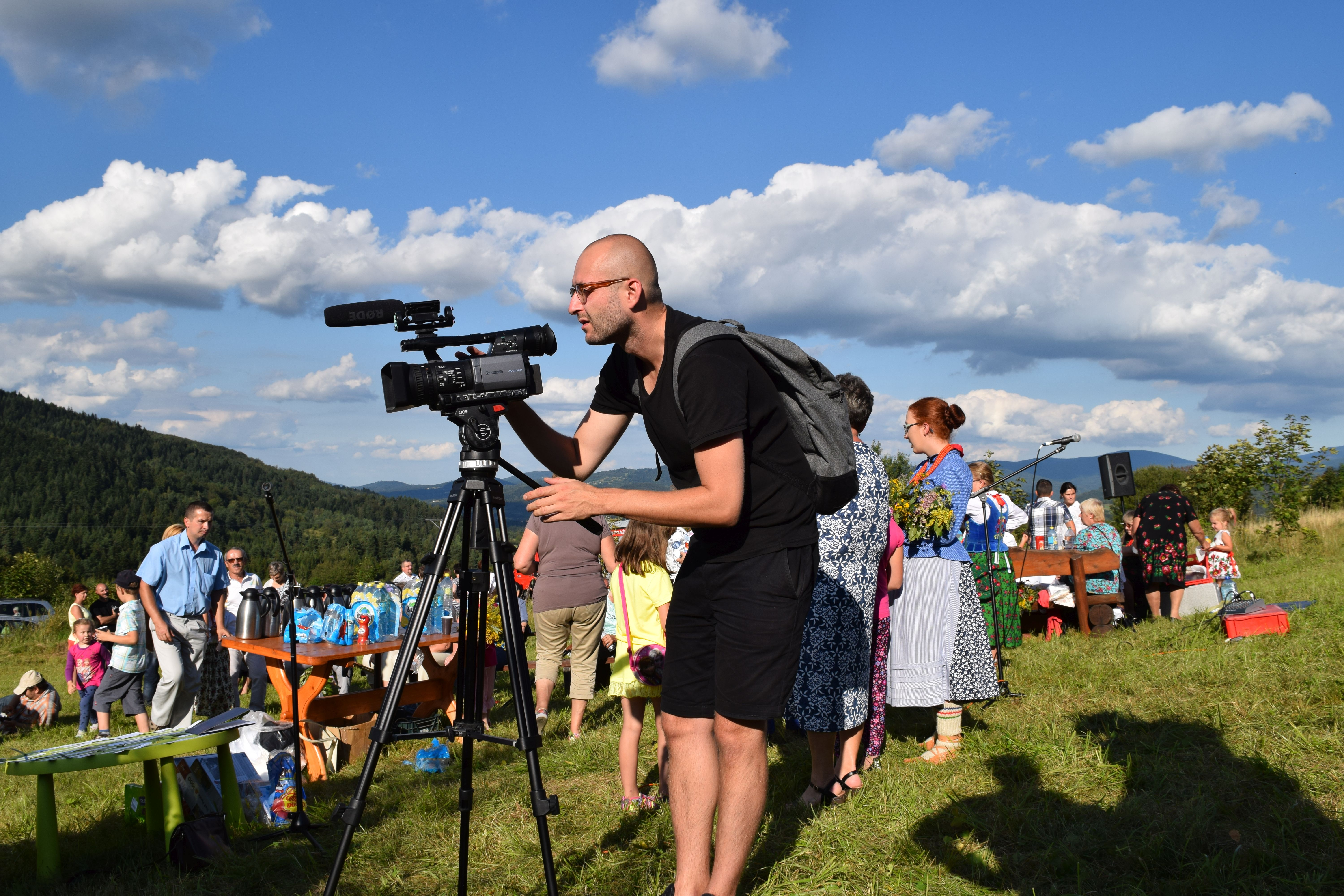
Етнограф знімає святкування Успіння Пресвятої Богородиці, Бескиди, Польща

2. Відео забезпечують наукову точність, якщо їх проводять навчені дослідники. Відеозаписи зберігають послідовності спостережуваної поведінки для подальшого вивчення і, як наслідок, можуть підвищити якість і надійність висловлювань щодо діяльності.
3. Відео дозволяють переглядати як дослідники, так і учасники, що може допомогти збільшити обсяг інтерпретації.
4. Відео можна використовувати для встановлення зв’язків між абстракціями та висновками та спостережуваними діями, на яких вони базуються.

Антоніус Роббенс припускає, що різні форми засобів масової інформації, такі як відео, є корисними через труднощі з відображенням різних почуттів у письмовій формі, що літературна упередженість в етнографічних дослідженнях призводить до нехтування почуттями. Як результат, відео може допомогти розкрити раніше невловимі та нематеріальні аспекти соціальної та культурної поведінки та взаємодії. Відео забезпечує точний запис подій, водночас залишаючи широкі можливості для аналітичного тлумачення. Вони надають можливості для співпраці між дослідниками та учасниками та можуть слугувати цінним допоміжним інструментом у багатьох типах етнографічних досліджень.

## Важливі питання
Хоча відеоетнографія має багато переваг, є також важливі проблеми, які виникають у зв’язку з використанням відео. Наприклад, існують численні етичні проблеми щодо конфіденційності учасників або суб’єктів дослідження. Шеффер розглядає питання добровільної згоди та конфіденційності даних. Добровільна згода — це контроль за участю в дослідженні, який твердо лежить на учасникі, якому для належного здійснення цього контролю потрібні повні знання про дослідження та його цілі. Також має бути взаємна довіра та повага між дослідниками та учасниками. Конфіденційність передбачає належне використання зібраних даних для збереження найвищого можливого ступеня конфіденційності, зберігаючи при цьому цілісність дослідження.Шеффер висуває три вимоги для запобігання зловживанню етнографічними відео:
1. З відео під час дослідження працюють лише кваліфіковані спеціалісти.
2. Бути в курсі потреб учасників, соціальної, політичної та економічної актуальності даних.
3. Готовність пожертвувати використанням відео, якщо воно не є необхідним для збору інформації.

Інші питання можуть стосуватися практичної придатності відео в конкретних проектах. При цьому враховується як дизайн проекту, так і польова ситуація (тобто фізичне середовище). Шеффер робить висновок, що відеозаписи можуть бути корисними та надійними в різних ситуаціях, якщо їх правильно обслуговувати та обробляти.
Окрім питань створення та збереження відеозапису, слід розглянути його зміст. Щоб оцінити об'єктивність дослідження, необхідно розглянути питання упередженості. Теоретично етнограф діє як пасивний учасник і фіксує дані, що стосуються учасників. Що стосується формату відеоетнографії, слід визначити, чи це точка зору етнографа, виражена у відео, чи точка зору учасника(ів). Визначаючи перспективу, можна відповісти на питання про те, чому була записана конкретна подія, як було показано учасників і як це середовище пов’язане з дослідженням етнографа. Ці питання, що стосуються перспективи, були поширеними в антропології, і, як наслідок, теорії вирішення упередженості впроваджуються в етнографічний дискурс. Кеннет Пайк розглянув упередження перспективи та сформулював теорію етики та емії. Ця концепція була додатково обговорена та реалізована в роботах антропологів Марвіна Гарріса та Уорда Гуденафа.